# Antonina Palczewska
Antonina Palczewska, född 1807, död 1850, var en polsk ballerina. 
Hon var engagerad vid baletten på Nationalteatern, Warszawa, 1820-29. Hon tillhörde sin samtids mer uppmärksammade artister.  